# 스쿨 오브 락
《스쿨 오브 락》(영어: School of Rock, 영화 화면에 표시되는 제목은 영어: The School of Rock)는 2003년 개봉한 미국의 코미디 영화이다. 록 밴드에서 쫓겨난 한 남자가 대입 준비 학교(prep school) 보조 교사가 돼 학생들과 함께 음악 경연 대회에 나가면서 벌어지는 이야기를 그린다.

## 줄거리
밴드 기타리스트인 듀이 핀(잭 블랙 분)은 뚱뚱한 체구와 외모로 집에서 구박받고 밴드에서도 쫓겨난다. 그는 대리 교사가 직업인 친구 네드 슈니블리의 집을 빌려 살던 중 호러스 그린 대입 준비 학교에서 네드가 필요하다는 전화가 걸려오자 자신이 네드인 것으로 가장하고 돈을 벌어 집세를 내기 위해 교사로 나선다.
처음에는 전혀 가르칠 마음이 없던 듀이. 그러나 어느 화요일, 음악 수업을 엿들은 그는 아이들의 뛰어난 음악 실력에 감탄하고 록을 가르쳐야겠다는 생각에 휩싸인다. 그는 아이들에게 록을 가르치기 시작하고 학교 교장과 교사들에게 들키지 않도록 주의한다.
그러나 듀이의 목표는 따로 있었으니, 그것은 바로 록 밴드들이 모이는 대회에 나가서 상금을 타는 것이었다. 듀이는 아이들을 이 일에 끌어들이고 아이들은 밴드를 만들기 시작한다. 도중 학생들 중 하나인 '잭 무니햄'이 작곡을 하고 듀이는 이 곡을 대회에 나가 부르기로 한다. 그러나 듀이는 록 밴드 경연 대회가 시작되기도 전에 네드와 그의 여자친구에게 그간 네드 행세를 해온 것을 들키고 만다. 듀이가 학부모의 밤에서 설명회를 하고 있을 때 경찰이 출동하자 듀이는 다급히 학교를 뛰쳐나오고, 교장에게는 항의가 빗발친다.
그러나 다음 날 아이들은 듀이의 집까지 와서 빨리 록 밴드 전쟁 대회에 나가자고 재촉한다. 이에 감명을 받은 듀이는 밴을 끌고 다시 한번 대회장으로 간다. 한편 학부모들은 호러스 대입 준비 학교에서 항의를 하고 있다가 아이들이 록 밴드 전쟁 대회에 나갔다는 소식을 듣고 재빨리 록 밴드 전쟁 대회가 열리는 대회장으로 향한다. 이들은 무대 위에 서있는 듀이와 아이들이 만든 밴드를 보게 되고, 듀이의 뛰어난 음악 실력과 아이들의 잠재성에 큰 감동을 받는다. 듀이와 아이들이 무대에서 내려갈 즈음엔 학부모 모두가 박수를 친다.
그 후 듀이는 방과 후 수업을 하게 되고, 네드 역시 아이들에게 록을 가르치게 된다.

## 출연
- 잭 블랙 - 듀이 핀 역
- 조앤 큐색 - 로절리 "로즈" 멀린스 역
- 마이크 화이트 - 네드 슈니블리 역
- 세라 실버먼 - 패티 디마코 역
- 미란다 코스그로브 - 서머 "팅커벨" 해서웨이 역
- 조던클레어 그린 - 미셸 역
- 애덤 패스칼 - 시오 역
- 루커스 배빈 - 스파이더 역
- 루커스 퍼펠리어스 - 닐 역
- 크리스 스택 - 더그 역
- 프랭크 훼일리 - 록 밴드 전쟁 대회 감독 역 (크레디트 미기재)

## 기타 제작진
- 음악 감독: 랜들 포스터